# Veleposlaništvo Republike Slovenije na Portugalskem
Veleposlaništvo Republike Slovenije na Portugalskem s sedežem v Ljubljani je diplomatsko-konzularno predstavništvo (veleposlaništvo) Republike Slovenije na Portugalskem, a s sedežem deluje iz Ljubljane. Do leta 2012 je veleposlaništvo imelo sedež v Lizboni (Portugalska) in pokrivalo tudi Maroko, nato ga je Slovenija zaprla. Čez nekaj let je odprla veleposlaništvo s sedežem v Ljubljani. 

## Veleposlaniki
- Mojca Nemec Van Gorp (2023- )
- Peter Andrej Bekeš
- Bogdan Benko